# 交換代數
在抽象代數中，交換代數旨在探討交換環及其理想，以及交換環上的模。代數數論與代數幾何皆奠基於交換代數。交換環中最突出的例子包括多項式環、代數整數環與p進數環，以及它們的各種商環與局部化。
由於概形無非是交換環譜的黏合，交換代數遂成為研究概形局部性質的主要語言。

## 源流
此學科原稱「理想論」，始自戴德金在理想方面的工作，而其工作又建基於庫默爾與克羅內克的早期工作。此後希爾伯特引入術語「環」，以推廣先前採用的「數環」。希爾伯特以較抽象的進路取代先前基於複分析與不變量理論的計算導向進路，希爾伯特大大啟發了埃米·諾特，諾特在交換代數中引進了許多公理化的抽象方法。另一位重要角色是希爾伯特的弟子Emanuel Lasker（也是世界棋王），他引入了準素理想，並證明了Lasker-Noether定理的首個版本。
現代交換代數學置重點於模。一個環{\displaystyle R}的理想、商環與{\displaystyle R}-代數皆可視為{\displaystyle R}-模，是以模論能兼攝理想與環擴張。儘管模論在克羅內克的工作中已開先河，一般仍將此歸功於埃米·諾特。

## 文獻
- Michael Atiyah & Ian G. MacDonald, Introduction to Commutative Algebra, Massachusetts : Addison-Wesley Publishing, 1969.
- David Eisenbud, Commutative Algebra With a View Toward Algebraic Geometry, New York : Springer-Verlag, 1999.
- Hideyuki Matsumura, translated by Miles Reid, Commutative Ring Theory (Cambridge Studies in Advanced Mathematics),Cambridge, UK : Cambridge University Press, 1989.
- Miles Reid, Undergraduate Commutative Algebra (London Mathematical Society Student Texts), Cambridge, UK : Cambridge University Press, 1996.
- Jean-Pierre Serre, Algèbre locale, multiplicités

## 外部連結
- List of Commutative Algebraists （页面存档备份，存于）
- The Commutative Algebra Community （页面存档备份，存于）
- A Course in Commutative Algebra （页面存档备份，存于） 一本入門書籍，可自由下載閱讀。